# Poolse Badmintonbond
De Poolse Badmintonbond (lokaal: Polski Zwiazek Badmintona) is de nationale badmintonbond van Polen.
De huidige president van de Poolse bond is Michal Mirowski, hij is de president van een bond met 1.513 leden, die verdeeld zijn over 107 verschillende badmintonclubs. De bond is sinds 1977 aangesloten bij de Europese Bond.